# München 1972 – 8 berühmte Regisseure sehen die Spiele der XX. Olympiade
München 1972 – 8 berühmte Regisseure sehen die Spiele der XX. Olympiade (alternativ Olympiade ’72 München, Originaltitel Visions of Eight) ist ein US-amerikanisch-deutscher Dokumentarfilm aus dem Jahr 1973 über die Olympischen Spiele 1972 in München.

## Handlung
Acht renommierte Regisseure setzen sich – eingebettet in einen Rahmenbericht von Regisseur Jim Clark – jeweils auf ihre Weise mit den Wettkämpfen auseinander. Dabei beleuchtet jeder Regisseur einen anderen Aspekt der Spiele und bringt dies in einem maximal 15-minütigen Beitrag unter. Das unerwartete Geiseldrama am 5. September 1972, bei dem die palästinensische Terrororganisation Schwarzer September zwei israelische Sportler ermordete, neun weitere als Geiseln nahm und der Befreiungsversuch in einem Blutbad endete, wurde nur indirekt thematisiert, um den aktiven Sportlern die angemessene Bedeutung zu gewähren. Lediglich Schlesingers abschließender Beitrag über den Marathonlauf integrierte Dokumentaraufnahmen des Terroranschlags.
Die einzelnen Beiträge gliedern sich in:
- The Beginning – Der Beginn (Regie: Juri Nikolajewitsch Oserow, Sowjetunion)
- The Strongest – Der Stärkste (Regie: Mai Zetterling, Schweden)
- The Highest – der Höchste (Regie: Arthur Penn, USA)
- The Women – Die Frauen (Regie: Michael Pfleghar, BRD)
- The Fastest – Der Schnellste (Regie: Kon Ichikawa, Japan)
- The Decathlon – Der Zehnkampf (Regie: Miloš Forman, Tschechoslowakei)
- The Losers – Die Verlierer (Regie: Claude Lelouch, Frankreich)
- The Longest – Der Längste (Regie: John Schlesinger, Großbritannien)

The Decathlon beleuchtet im Wesentlichen den Zehnkampf als den Höhepunkt der Olympischen Spiele und ist mit 16 Minuten der längste Beitrag. Miloš Forman zeigt, wie die Teilnehmer immer müder werden und sichtlich leiden. Schließlich sind die Teilnehmer der Spiele am Ende ihrer körperlichen Kräfte. Akustisch unterlegt ist der Bericht mit Blasmusik, Kuhglocken, Jodeln und auch klassischer Musik, die mit Beethovens Ode an die Freude endet. Als Randaufnahmen wird unter anderem einer der Organisatoren gezeigt, der sichtlich gelangweilt auf der Tribüne einschläft, oder auch seine Kollegen, die teilweise mal in grotesker Zeitlupe und dann wieder im Zeitraffer agieren. Dazu gibt es Einstellungen von Bayerns Hauptstadt und seiner Sehenswürdigkeiten, die das Sportereignis einbetten.

## Hintergrund
München 1972 wurde auf den Internationalen Filmfestspielen von Cannes 1973 uraufgeführt, jedoch nicht im Rahmen des Wettbewerbs. Der Film startete am 10. August 1973 in den amerikanischen und am 13. September 1973 in den deutschen Kinos.
Zu runden Jubiläen der Olympischen Spiele von München wurde München 1972 wiederholt im deutschen Fernsehen gezeigt, zuletzt zum 50. Jubiläum im August 2022.
In der deutschen Version des Films ist Ernst Huberty in einigen Szenen als Off-Sprecher zu hören.

## Kritiken
„Acht bekannte Regisseure filmen ihre Eindrücke von den Olympischen Spielen 1972 in München. Die kunstgewerbliche Technik drängt den Sport in den Hintergrund, manche lohnenden thematischen Ansätze werden verschenkt. Am nachhaltigsten wirken die Dokumentaraufnahmen vom Terroranschlag auf die israelische Mannschaft.“

moviepilot.de wertete: „‚München 1972‘ ist ein faszinierendes Zeitdokument, dessen einzelne Episoden zugleich deutlich die Handschrift des jeweiligen Autorenfilmers verraten.“
Kino.de beurteilte den Dokumentarfilm mit den Worten: „Insgesamt unausgewogen, sorgt der künstlerische Anspruch der Filmemacher zu oft dafür, dass ihre Darstellung von Siegern und Verlierern zu einem Zeitlupenballett verkommt, das die erhofften persönlichen Eindrücke austauschbar macht.“

## Auszeichnung
Der Film erhielt 1974 einen Golden Globe Award in der Kategorie Bester Dokumentarfilm.

## DVD-Veröffentlichung
2012 erschien München 1972 unter dem Titel Olympiade ’72 München in der Reihe SZ-Cinemathek auf DVD.